# Zelotes hermani
Zelotes hermani este o specie de păianjeni din genul Zelotes, familia Gnaphosidae. A fost descrisă pentru prima dată de Chyzer, 1897. Conform Catalogue of Life specia Zelotes hermani nu are subspecii cunoscute.